# L'Âme des guerriers
Pour plus de détails, voir Fiche technique et Distribution.
L'Âme des guerriers, ou Nous étions guerriers au Québec et au Nouveau-Brunswick (Once Were Warriors en version originale), est un film néo-zélandais réalisé par Lee Tamahori, sorti en 1994 et inspiré du premier succès de l'écrivain Alan Duff, publié en 1990.

## Synopsis
Beth et Jake Heke vivent avec leurs cinq enfants dans la banlieue maorie pauvre d'Auckland, en Nouvelle-Zélande. Jake vient de perdre son travail. Alcoolique et brutal, il frappe souvent Beth, femme énergique et fière mais toujours amoureuse.
Un soir, particulièrement ivre, il bat son épouse si violemment que Beth, le visage terriblement contusionné, ne peut accompagner son fils Boogie, un jeune délinquant, au tribunal. Le jeune garçon se retrouve placé dans un foyer. 
L'unité familiale vole en éclats. Nig, l'aîné, s'agrège à un gang de jeunes révulsés par la décadence de leurs ainés et qui tentent de retrouver l'âme de guerriers de leurs ancêtres à travers la violence, éprouvant le courage des postulants. Grace, une adolescente sensible, tente de se réfugier dans l'écriture. Victime de violences sexuelles commises par son oncle, son suicide sera le point de rupture qui donnera à Beth, l'énergie de retrouver sa place auprès de ses enfants, de rompre avec Jake et la décadence urbaine pour ramener son clan vers les valeurs traditionnelles.

## Fiche technique
- Titre original : Once Were Warriors
- Titre français : L'Âme des guerriers
- Titre québécois : Nous étions guerriers
- Réalisation : Lee Tamahori
- Scénario : Riwia Brown, d'après le roman d'Alan Duff
- Musique : Murray Grindlay et Murray McNabb
- Photographie : Stuart Dryburgh
- Montage : Michael Horton
- Décors : Michael Kane
- Production : Robin Scholes
- Pays d'origine :  Nouvelle-Zélande
- Langues originales : anglais, maori
- Format : couleur — 35 mm — 1,85:1 — Dolby Digital
- Genre : drame
- Durée : 102 minutes
- Dates de sortie :
  - Nouvelle-Zélande : mai 1994
  - France : 5 juillet 1995
- Classification :
  - France : interdit aux moins de 16 ans

## Distribution
- Rena Owen (VQ : Madeleine Arsenault) : Beth Heke
- Temuera Morrison (VF : Patrice Baudrier ;  VQ : Éric Gaudry) : Jake Heke
- Mamaengaroa Kerr-Bell (VQ : Aline Pinsonneault) : Grace Heke
- Julian Arahanga (VQ : Daniel Picard) : Nig Heke
- Taungaroa Emile (VQ : Olivier Fontaine) : Boogie Heke
- Rachael Morris Jr. : Polly Heke
- Joseph Kairau : Huata Heke
- Cliff Curtis (VQ : Jacques Lavallée) : Bully
- Pete Smith : Dooley
- George Henare (VQ : Benoît Rousseau) : Bennett
- Mere Boynton (VF : Maïk Darah ; VQ : Marie-Andrée Corneille) : Mavis
- Shannon Williams (VQ : Joel Legendre) : Toot

Version québécoise sur Doublage.qc.ca

## Distinctions
- Mostra de Venise 1994 : Meilleur premier film.
- Nommé au Grand Prix de l'Union de la critique de cinéma en 1996.